# 웹 테스트
웹 테스트(Web testing)는 웹 애플리케이션에 초점을 맞춘 소프트웨어 테스트이다. 웹 기반 시스템이 출시되기 전에 완전한 테스트를 수행하면 시스템이 대중에게 공개되기 전에 문제를 해결하는 데 도움이 된다. 문제는 웹 애플리케이션의 보안, 사이트의 기본 기능, 장애인 및 비장애인 사용자의 접근성, 수많은 데스크톱, 장치 및 운영 체제에 적응하는 능력, 예상 트래픽 및 사용자 수에 대한 준비 상태, 그리고 사용자 트래픽의 대규모 급증을 견딜 수 있는 능력 등을 포함할 수 있으며, 이 두 가지는 부하 테스트와 관련이 있다.

## 웹 애플리케이션 성능 도구
웹 애플리케이션 성능 도구(WAPT)는 웹 애플리케이션 및 웹 관련 인터페이스를 테스트하는 데 사용된다. 이 도구들은 웹 애플리케이션, 웹사이트, 웹 API, 웹 서버 및 기타 웹 인터페이스의 성능, 부하 및 스트레스 테스트에 사용된다. WAPT는 기록된 URL 또는 지정된 URL을 반복하는 가상 사용자를 시뮬레이션하고, 가상 사용자가 기록된 URL을 반복해야 하는 횟수 또는 반복 횟수를 지정할 수 있도록 한다. 이를 통해 이 도구는 테스트 중인 웹사이트 또는 웹 애플리케이션의 병목 현상 및 성능 누출을 확인하는 데 유용하다.
WAPT는 테스트 중 다양한 문제에 직면하며 다음 사항에 대한 테스트를 수행할 수 있어야 한다.
- 브라우저 호환성
- 운영 체제 호환성
- 필요한 경우 윈도우 애플리케이션 호환성

WAPT를 사용하면 가상 사용자가 테스트 환경에 어떻게 참여하는지 지정할 수 있다. 즉, 사용자 증가, 고정 사용자 또는 주기적인 사용자 부하 등이다. 사용자 부하를 단계별로 증가시키는 것을 램프(RAMP)라고 하며, 가상 사용자가 0명에서 수백 명으로 증가한다. 고정 사용자 부하는 지정된 사용자 부하를 항상 유지한다. 주기적인 사용자 부하는 사용자 부하를 수시로 증가시키고 감소시키는 경향이 있다.

## 웹 보안 테스트
웹 보안 테스트는 웹 기반 애플리케이션이 악의적인 입력 데이터를 받았을 때 요구 사항을 충족하는지 여부를 알려준다.
파이어폭스용 웹 애플리케이션 보안 테스트 플러그인 모음이 있다.

## 웹 API 테스트
API는 다른 소프트웨어 구성 요소에 서비스를 노출하며, 이 구성 요소는 API를 쿼리할 수 있다. API 구현은 서비스를 계산하고 쿼리를 보낸 구성 요소에 결과를 반환하는 역할을 한다. 웹 테스트의 일부는 이러한 웹 API 구현을 테스트하는 데 초점을 맞춘다.
GraphQL은 특정 쿼리 및 API 언어이다. 이는 맞춤형 테스트 기술의 초점이다. 검색 기반 테스트 생성은 GraphQL API용 테스트 케이스를 생성하는 데 좋은 결과를 산출한다.

## 같이 보기
- 웹 테스트 도구 목록
- 소프트웨어 성능 테스트
- 소프트웨어 테스트
- 웹 서버 벤치마크

## 더 읽어보기
- Hung Nguyen, Bob Johnson, Michael Hackett: Testing Applications on the Web (2nd Edition): Test Planning for Mobile and Internet-Based Systems ISBN 0-471-20100-6
- James A. Whittaker: How to Break Web Software: Functional and Security Testing of Web Applications and Web Services, Addison-Wesley Professional, February 2, 2006.  ISBN 0-321-36944-0
- 리디아 애쉬: The Web Testing Companion: The Insider's Guide to Efficient and Effective Tests, Wiley, May 2, 2003.  ISBN 0-471-43021-8
- S. Sampath, R. Bryce, Gokulanand Viswanath, Vani Kandimalla, A. Gunes Koru. Prioritizing User-Session-Based Test Cases for Web Applications Testing. Proceedings of the International Conference on Software Testing, Verification, and Validation (ICST), Lillehammer, Norway, April 2008.
- "An Empirical Approach to Testing Web Applications Across Diverse Client Platform Configurations" by Cyntrica Eaton and Atif M. Memon. International Journal on Web Engineering and Technology (IJWET), Special Issue on Empirical Studies in Web Engineering, vol. 3, no. 3, 2007, pp. 227–253, Inderscience Publishers.